# محمد مال الله
محمد مال الله (عربی: محمد مال الله حسن مال الله؛ زادهٔ ۱ آوریل ۱۹۸۴) بازیکن فوتبال اهل امارات متحده عربی است.
از باشگاه‌هایی که در آن بازی کرده‌است می‌توان به باشگاه فوتبال الامارات امارات، باشگاه فوتبال الخلیج خور فکان، باشگاه فوتبال النصر امارات، باشگاه فوتبال العین و باشگاه فوتبال الشعب امارات اشاره کرد.
وی همچنین در تیم ملی فوتبال UAE Olympic بازی کرده‌است.